# Thorbergs slott
Thorbergs slott ligger på en kulle strax söder om byn Krauchthal i Emmental i kantonen Bern i Schweiz.

## Historia
Redan romarna uppförde en byggnad på platsen. Thorberg nämns i en urkund från 1175. Familjen von Thorberg utökade med tiden sin makt i omgivningen. När familjen dog ut 1397 övergick borgen till Kartusianorden. Vid reformationen 1529 övertogs den av Bern. Sedan 1800-talet används byggnaderna för kriminalvård.
År 2014 avsattes fängelsedirektören efter anklagelser om sexköp och närhet till brottslingar. Redan 20 år tidigare avsattes en direktör efter att ha favoriserat en fånge.

## Fängelset
Thorberg används av kantonerna i kriminalvårdskonkordatet för nordvästra och centrala Schweiz (ty. Strafvollzugskonkordat der Nordwest- und Innerschweiz). Det finns platser för manliga återfallsdömda liksom för allmänfarliga män (ty. Verwahrung). Internerna är förpliktade att arbeta och det finns olika hantverksavdelningar.